# Pies przeciwpancerny

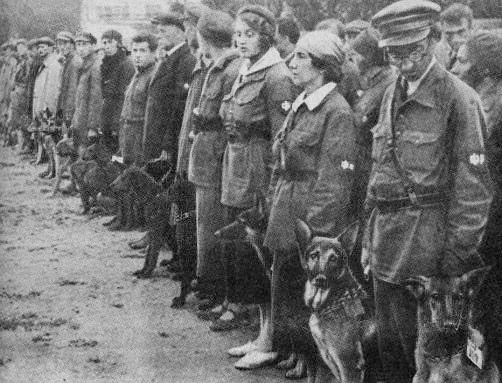
Ośrodek szkoleniowy psów przeciwpancernych w obwodzie moskiewskim (1931)

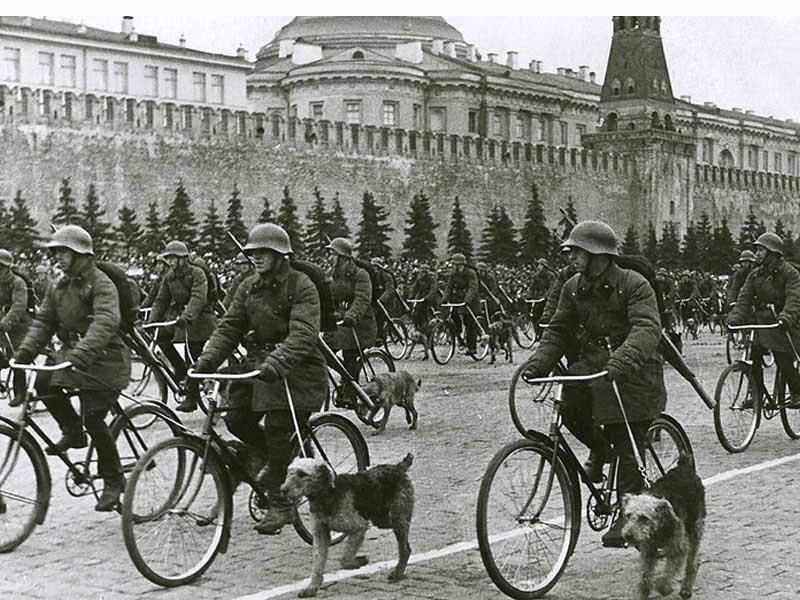
Defilada żołnierzy Armii Czerwonej z psami przeciwpancernymi na placu Czerwonym w Moskwie (1938)

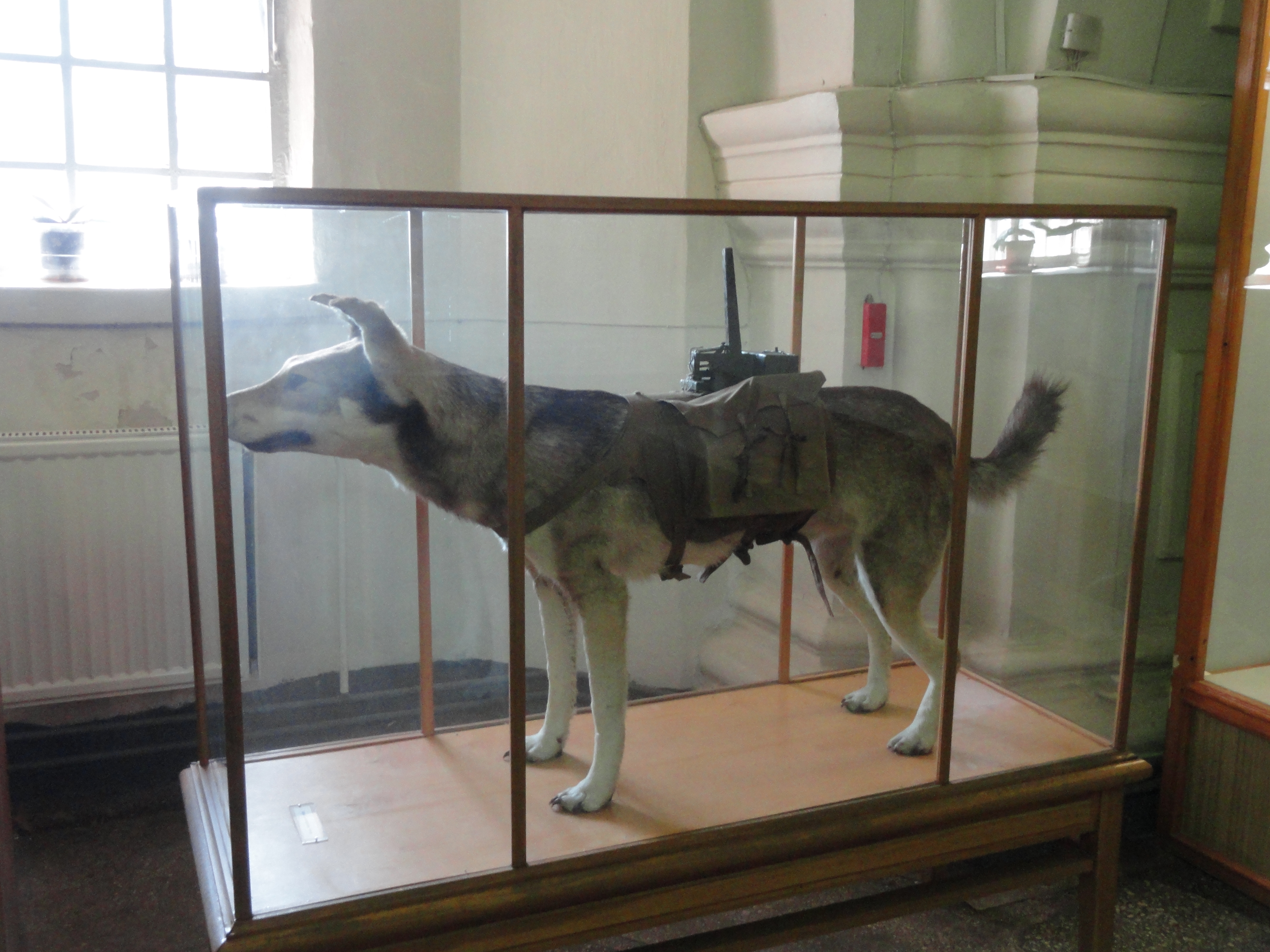
Pies przeciwpancerny w Wojskowo-Historycznym Muzeum Artylerii, Wojsk Inżynieryjnych i Łączności w Petersburgu (2018)

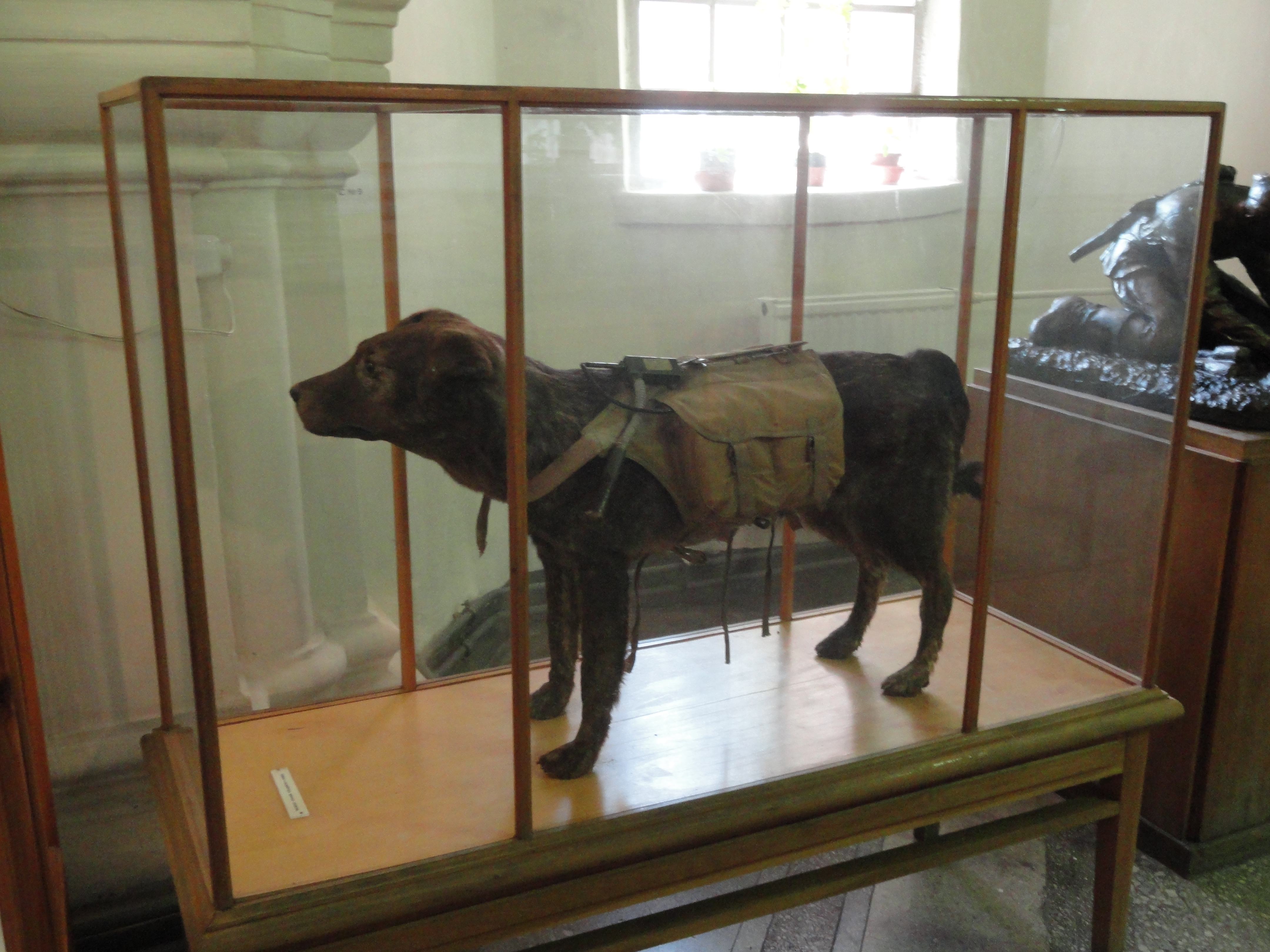
Pies przeciwpancerny w Wojskowo-Historycznym Muzeum Artylerii, Wojsk Inżynieryjnych i Łączności w Petersburgu (2018)

Pies przeciwpancerny, psia mina (ros. Противотанковая собака) – pies z przymocowanymi do niego materiałami wybuchowymi, trenowany do wbiegnięcia pod pojazd gąsienicowy (zwłaszcza czołg) nieprzyjaciela. Gdy pies wchodził pod czołg, łamał przymocowaną do jego grzbietu antenę i włączał zapalnik detonujący materiał wybuchowy. Takie psy były szkolone w Związku Radzieckim przed i podczas II wojny światowej, by zostać użyte w walce przeciwko nieprzyjacielskim jednostkom pancernym. 

## Historia
W 1924 roku sowiecka Rewolucyjna Rada Wojskowa Republiki zatwierdziła wykorzystywanie psów do celów wojskowych, które obejmowały szeroki zakres zadań, takich jak ratownictwo, udzielanie pierwszej pomocy, łączność, odnajdywanie min i ludzi, pomoc w walce, przewożenie na saniach żywności, lekarstw i rannych żołnierzy oraz niszczenie celów wroga. Pomysł wykorzystania psów jako „mobilnych min” powstał na początku lat 30. XX wieku wraz z projektem dopasowanych do nich min. W obwodzie moskiewskim utworzono specjalistyczną szkołę szkolenia psów. Wkrótce otwarto dwanaście regionalnych szkół, z których trzy szkoliły psy przeciwpancerne.

## Szkolenie
Instruktorzy z Armii Czerwonej trenowali psy przez morzenie ich głodem przez kilka dni, a następnie umieszczanie pokarmu pod czołgiem z włączonym silnikiem, zachęcając głodne psy, aby podbiegały do pojazdu i wchodziły pod niego, by wyciągnąć pokarm. Dodatkowo czołg poruszał się z różną prędkością, strzelał z karabinu maszynowego i z armaty tak aby przyzwyczaić psy do warunków bitewnych. Uczestniczący w szkoleniach behawiorysta Kruszinski stworzył kryteria wcielenia psów do służby: wybierano zwierzęta wyjątkowo pobudliwe (łatwo podniecające się) i bardzo ruchliwe. Jednak te cechy można było zbadać dopiero wtedy, gdy psy przeszły już szkolenie przeciwczołgowe. Przeprowadzano specjalne testy sprawdzające, jak łatwo można było pobudzić konkretnego psa oraz jego aktywność fizyczną.
W roku 1941 powołano jednostki specjalne przeznaczone do zwalczania czołgów przeciwnika. Każdy oddział składał się z czterech kompanii ze 126 psami w każdej z nich; w każdym oddziale specjalnym znajdowały się 504 psy uzbrojone w miny o wadze 6–10 kilogramów. Podczas II wojny światowej w armii radzieckiej sformowano dwa pułki psów specjalnego przeznaczenia i 168 niezależnych oddziałów, batalionów, kompanii i plutonów.

## Zastosowanie bojowe
Pierwsze użycie psów przeciwpancernych w czasie wojny niemiecko-radzieckiej nastąpiło w lipcu 1941 roku. Radziecka kompania liczyła 212 psów, z których 20 wysłano do ataku zakończonego klęską. Żaden z psów nie wykonał zadania – część została zabita przez nacierających razem z czołgami żołnierzy Wehrmachtu, część uciekła z pola bitwy a pozostałe psy wróciły na pozycje radzieckie. Wkrótce kompania razem ze 108 pozostałymi psami dostała się do niewoli. Niemieckie dowództwo dowiedziało się o istnieniu „tajnej broni Stalina” i nakazało żołnierzom polowanie na wszystkie psy w rejonie działań bojowych. Niemiecki czołgista pułkownik Hans von Luck, tak opisał swoje pierwsze spotkanie z psem przeciwpancernym: 

Był to dzień, kiedy moja jednostka zbierała się opuścić jedną ze wsi. Raptem pojawił się pies, który mocno merdał ogonem i żałośnie skomlał. Kiedy spróbowaliśmy zbliżyć się do niego, on zanurkował pod czołg i nastąpił potężny wybuch. Zbliżyliśmy się do martwego psa i znaleźliśmy resztki miny. Kiedy zwierzę wlazło pod czołg, mina wybuchła. Pies był wytresowany dostawać jedzenie pod dnem czołgu... Od tego momentu zaczęliśmy wybijać wszystkie psy, które spotykaliśmy.

Po tych niepowodzeniach Armia Czerwona zmieniała taktykę wykorzystywania psów przeciwpancernych: uczono je wbiegania pod czołg nieprzyjaciela od tyłu, unikania ostrzału z karabinu maszynowego oraz solidniej mocowano na ich grzbietach miny, by nie zgubiły ich w trakcie wykonywania zadania. Dodatkowo psy zaczęto wykorzystywać w miastach i na terenach zalesionych lub górzystych, gdzie mogły niezauważenie zbliżyć się do celu, w przeciwieństwie do otwartej przestrzeni, kiedy Niemcy mogli je zauważyć z daleka. Z biegiem wojny używanie psów do niszczenia czołgów stawało się coraz trudniejsze, gdyż Wehrmacht zaczął wykorzystywać na pojazdach miotacze ognia które skutecznie odpędzały zwierzęta, a piloci Luftwaffe otrzymali rozkaz polowania na psy.    
Ogółem w II wojnie światowej wzięły udział 33 specjalistyczne jednostki psów przeciwpancernych, w których walczyło ponad 9,5 tysiąca tych zwierząt. Według oficjalnych sowieckich danych psy zniszczyły 304 czołgi nieprzyjaciela. Po wojnie kontynuowano szkolenie psów do tego typu zadań, w tym do niszczenia rakiet nieprzyjaciela. Ostanie przeciwpancerne psy zostały zwolnione z rosyjskiej armii w 1996 roku.     

## Skuteczność
Psy przeciwpancerne miały niewielką skuteczność bojową – z wielu powodów:
- praktycznie niemożliwe było odtworzenie bardzo ważnego dla psów zapachu czołgów nieprzyjaciela ze względu na stosowanie przez Niemców innego paliwa, smarów, farb, przez co czołgi niemieckie były dla psów obce zapachowo,
- warunki panujące na polu bitwy, hałasy, zapachy i zamieszanie, wystraszały psy lub je dekoncentrowały,
- psy przeciwpancerne w warunkach bojowych nie od razu wbiegały pod czołg przeciwnika, lecz najpierw krążyły wokół niego zbierając odwagę i zastanawiając się, czy to właściwy cel (patrz punkt pierwszy), co powodowało, że stawały się łatwym celem dla broni pokładowej, granatów lub broni ręcznej obsługi pojazdu pancernego,
- psy nie były uczone agresji w stosunku do żołnierzy niemieckich, co powodowało, że głodne psy można było zwabić za pomocą jedzenia i rozbroić.

## Radziecka propaganda
Zdaniem radzieckiej propagandy psy przeciwpancerne miały znaczący udział w wielu największych bitwach II wojny światowej – między innymi pod Moskwą, na łuku kurskim (zniszczyły 12 czołgów) i pod Stalingradem (zniszczyły 63 czołgi). Uczestnik bitwy stalingradzkiej Nikołaj Masłow który był jednym z żołnierzy-opiekunów psów przeciwpancernych tak wspominał walki w rejonie fabryki traktorów: 

W walkach ulicznych w Stalingradzie psy dokonały prawie niemożliwego. Przybyliśmy na pozycję z naszymi psami w rejon zakładów traktorowych w nocy. Był rozkaz zachować pozycje obronne bez względu na koszty. Nocny atak niemiecki na nasze pozycje nie udał się. Bardzo dobrze popracowały psy. Czołgi niemieckie wybuchały jeden po drugim, ocalałe musiały zawracać. W czasie walk czołg niemiecki wjechał prawie wprost na mnie, rzuciłem butelkę z benzyną (koktajl Mołotowa), ale bez skutku. Wybuch pocisku czołgowego urwał mi palec prawej ręki. Zraniono również mego psa, który jednak na mój rozkaz wskoczył pod czołg i zniszczył go.

Radziecka propaganda sukcesu psów przeciwpancernych miała dwa główne cele:
- zwiększyć stres załóg czołgów niemieckich zamkniętych w ciasnych i posiadających niewielką widoczność wnętrzach czołgów,
- skłonić załogi niemieckich czołgów, aby celem zwiększenia widoczności otwierały włazy w swoich pojazdach, stając się łatwym celem dla snajperów.

Niektóre psy przeciwpancerne w czerwcu 1945 roku wzięły udział w paradzie zwycięstwa na placu Czerwonym w Moskwie.